# Cantón de Cartago
El cantón de Cartago es el cantón número 1 y central de la provincia del mismo nombre, Costa Rica.
Tiene por cabecera su homónima ciudad de Cartago.

## Toponimia
El lugar fue nombrado así al referirse a la antigua ciudad al norte de África del mismo nombre, Cartago, del Estado púnico, que llegó a constituirse en potencia marítima y comercial; con lo cual la influencia de Cartago en España se hizo manifiesta.
El origen del nombre de la provincia de Cartago, y su capital homónima, data desde los inicios de la época colonial española. 
Desde 1540 hasta aproximadamente 1573 el territorio que hoy es Costa Rica, la costa atlántica de Nicaragua, parte de Honduras y parte del territorio de Panamá se denominó como Provincia de Cartago, el nombre y límites de esta provincia fueron otorgados por S.M. el rey Carlos I de España, por intermedio de la real cédula del 29 de noviembre de 1540, nombrando al mismo tiempo al madrileño Diego Gutiérrez y Toledo como Gobernador.
La decisión de utilizar el nombre de Cartago tuvo relación con la República Cartaginesa, una civilización antigua localizada al norte de África que llegó a constituirse en potencia marítima y comercial; con lo cual la influencia de Cartago en España se hizo manifiesta.
El nombre se hizo aún más oficial cuando S.M. el Rey Felipe II de España le otorgó un escudo de armas en 1565, con el título honorífico de Muy Noble y Leal Ciudad de Cartago.

## Ubicación y Geografía.
El Cantón de Cartago cuenta con un área de 278,66 km² y una altitud media de 1575 m s. n. m. y limita con los siguientes cantones:
- Norte: Goicoechea y Vázquez de Coronado
- Sur: Desamparados y El Guarco
- Oeste: Montes de Oca,  La Unión  y Desamparados
- Este: Oreamuno y Paraíso

## División administrativa
El cantón de Cartago consta de once distritos.
1. Oriental
2. Occidental
3. Carmen
4. San Nicolás
5. Aguacaliente
6. Guadalupe
7. Corralillo
8. Tierra Blanca
9. Dulce Nombre
10. Llano Grande
11. Quebradilla

## Historia

### Período colonial
El Valle de El Guarco es una de las zonas geográficas más antiguas en poblamiento de Costa Rica, y la más importante concentración humana durante la época precolombina y la Colonia.
En la época precolombina el territorio que actualmente corresponde al cantón de Cartago, estuvo habitado por indígenas del llamado reino huetar de Oriente que fue dominios del cacique El Guarco. A inicios de la Conquista el cacique principal de la región era Correque, hijo del citado El Guarco.
A mediados del siglo XVII, don Juan Vázquez de Coronado, al conocer de las condiciones inadecuadas que tenía el sitio en que se fundó la ciudad del Castillo de Garcimuñoz, en el valle del actual cantón de Santa Ana, dispuso trasladarla al Valle de El Guarco, lugar que en el tiempo de don Juan de Cavallón, fue descubierto por don Ignacio de Cota.
En junio de 1563 Vázquez de Coronado, visitó el valle de El Guarco que según el conquistador tiene tres leguas y medias de largo, y legua y media de ancho, con muchas tierras para trigo y maíz; con el temple de Valladolid, buen suelo.
Escogió el lugar en el valle y trazó los linderos del poblado localizado entre los ríos Coris y Purires, en la hoy jurisdicción del cantón de El Guarco. Denominó al sitio Ciudad Cartago, por llamarse esta provincia en esa época, Nueva Cartago y Costa Rica. Un año después, en marzo, los vecinos de Garcimuñoz se trasladaron a este nuevo asentamiento. El rey Felipe II, por real cédula expedida el 14 de agosto de 1565, le confirió a la ciudad, Cartago su Escudo de Armas.
Posteriormente, el lugar escogido por don Juan Vázquez de Coronado no satisfizo al nuevo conquistador don Perafán de Ribera, porque se daban allí grandes lodazales, lo cual originó que se denominara al sitio como "Ciudad del Lodo"; por cuanto en el terreno, abunda mucho la arcilla. Mediante Ley 15098-C del 1 de octubre de 1984 este importante sitio arqueológico fue declarado como zona de interés histórico y cultural.
En 1572, don Perafán trasladó la población al llano de Mata Redonda, en el actual cantón de San José; conservando, sin embargo, su nombre de Cartago.
En 1575, siendo gobernador interino de la provincia, don Alonso de Anguciana de Gamboa, llevó nuevamente a los pobladores de Cartago al valle de El Guarco al paraje ubicado a unos pocos kilómetros hacia el noreste, con respecto al asiento original; localización que se conserva en el presente.
Cartago fue la capital de la provincia desde la Conquista hasta 1823, en los primeros años, después de la Independencia del país.
El sacerdote de la primera ermita rústica fue el fraile don Martín de Bonilla, sustituido por el padre Juan de Estrada Rávago en 1567. La parroquia se erigió 1575, con advocación a San Santiago. La primera iglesia dedicada a la Virgen de los Ángeles se construyó en 1639, que con el temblor de 1715 se dañó considerablemente,
reedificándose en 1727.

### Período republicano

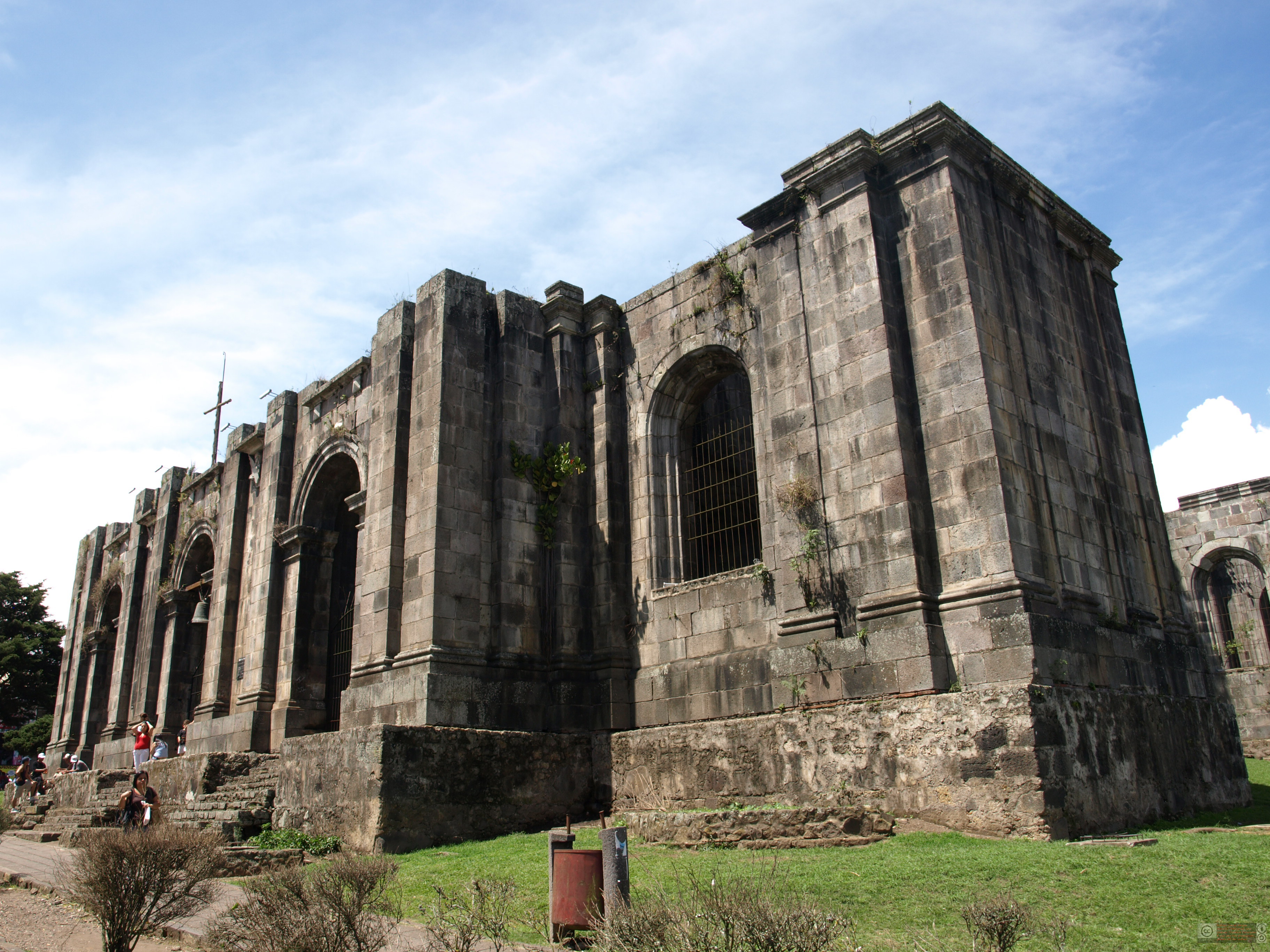
Ruinas de la parroquia Santiago Apóstol

En los años 1822 y 1841 sufre otras destrucciones. La primera Asamblea Constituyente de Costa Rica, el 23 de setiembre de 1824, declaró a la Virgen de los Ángeles Patrona Oficial del Estado, decreto firmado por don Juan Mora
Fernández.
El primer Obispo de Costa Rica, Monseñor don Joaquín Anselmo Llorente y Lafuente, en 1854, consagró la iglesia de Nuestra Señora de los Ángeles. En 1910 el templo fue destruido por un terremoto, por lo que dos años después, Monseñor don Juan Gaspar Stork Werth, tercer Obispo de Costa Rica, colocó la piedra fundamental de la nueva edificación, cuya construcción se finalizó en 1930.
El 26 de julio de 1935, su Santidad Pío XI, concedió al Santuario de Nuestra Señora de los Ángeles el título perpetuo de Basílica la cual actualmente es sufragánea de la Arquidiócesis de San José, de la provincia Eclesiástica de Costa Rica.
El Obispo de Nicaragua y Costa Rica Monseñor don Esteban Lorenzo y Tristán, conjuntamente con el Ayuntamiento de Cartago fundó el 3 de julio de 1782, contiguo a la sacristía de la ermita de la Virgen de los Ángeles, la primera escuela elemental de primeras letras, cuya enseñanza fue gratuita para los niños del lugar.

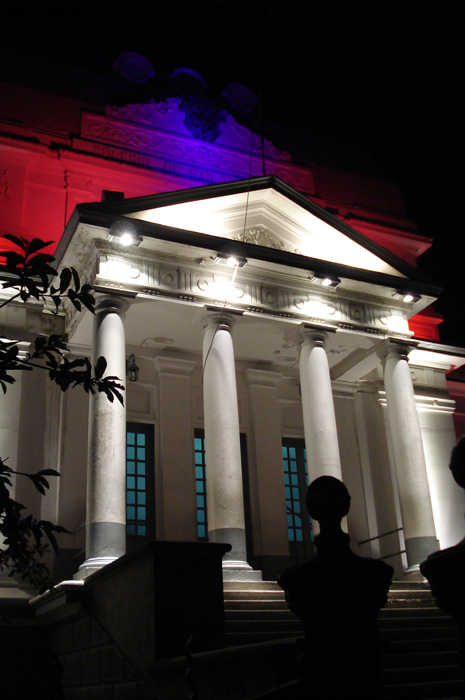
Colegio San Luis Gonzaga, de estilo neoclásico y erigido en 1920

La Asamblea Constituyente, mediante ley del 1 de septiembre de 1842, decretó la erección, en ciudad Cartago, de una casa de enseñanza cuyo patrono sería San Luis Gonzaga; este centro educacional inició sus actividades el 6 de enero de 1869, en la segunda administración de don Jesús Jiménez Zamora; edificación que fue destruida totalmente por el terremoto del 4 de mayo de 1910.
En 1854 se abrió un Liceo de Niñas. El 2 de enero de 1861 se estableció el Colegio de Humanidades Páez, subvencionado por la Municipalidad de Cartago. Cuatro años después, se inauguró la Escuela Superior de Cartago establecimiento primario secundario, financiado por la Municipalidad.
En 1862 se estableció un Liceo de Niñas particular, bajo la dirección de doña Joaquina Figueroa de Gutiérrez y don Ezequiel Gutiérrez. En 1864 funcionó una escuela superior o secundaria, que tenía el carácter de escuela normal. El 25 de abril de 1878 se inauguró el colegio del Sagrado Corazón de Jesús.
Por ley N.º 4777 del 10 de junio de 1971 se creó el Instituto Tecnológico de Costa Rica en el segundo gobierno de don José Figueres Ferrer, que inició sus actividades docentes en I973. Mediante ley n.º 6541, el 19 de noviembre de 1980, en el Gobierno de don Rodrigo Carazo Odio, se estableció el Colegio Universitario de Cartago.
El Ayuntamiento de Cartago que se estableció en enero de 1813 basándose en la Constitución promulgada en Cádiz, España el 19 de mayo de 1812, fue integrado por los señores Joaquín Oreamuno, José Antonio García, Simón Masís, José Manuel Alvarado, Martín Zeledón, Nicolás Carazo y Manuel Ruiz.
En ley n.º 63 del 4 de noviembre de 1825, Cartago constituía un distrito del Departamento Oriental uno de los dos en que se dividió, en esa oportunidad, el territorio del Estado. Distrito conformado por la ciudad de igual nombre y los poblados de Cot, Quircot, Tobosi, y La Unión.

#### Cantonato
La Constitución Política del 30 de noviembre de 1848, en su artículo 8°, estableció por primera vez las denominaciones de provincia, cantón y distrito parroquial.
De conformidad con esta disposición, mediante la ley n.º 36 del 7 de diciembre del mismo año, en su artículo 6°, se creó Cartago como cantón número uno de la provincia homónima, con siete distritos parroquiales.
De esta manera, Cartago procede de la citada provincia, siendo uno de los primeros territorios en constituirse como cantón en Costa Rica.

## Demografía
Para el año 2022, Cantón de Cartago cuenta con una población estimada de 165 417 habitantes, y para el último censo efectuado, en 2011, Cantón de Cartago contaba con una población de 147 898 habitantes.
De acuerdo al censo nacional del 2011, la población del cantón era de 147 898 habitantes, de los cuales, el 3,9 % nació en el extranjero. El mismo censo destaca que había 38 618 viviendas ocupadas, de las cuales, el 74,1% se encontraba en buen estado y había problemas de hacinamiento en el 2,9 % de las viviendas. El 88,7 % de sus habitantes vivían en áreas urbanas.
Entre otros datos, el nivel de alfabetismo del cantón es del 98,4 %, con una escolaridad promedio de 9,0 años.
El censo Nacional de 2011 detalla que la población económicamente activa se distribuye de la siguiente manera:
- Sector Primario: 10,1 %
- Sector Secundario: 23,3 %
- Sector Terciario: 66,6 %

## Política

### Política local
La Municipalidad de Cartago es la máxima autoridad en la política local. Está liderada por una alcaldía, dos vicealcaldías y un Concejo Municipal, que en el caso de Cartago está conformado por nueve regidores, propietarios y suplentes, y once síndicos, propietarios y suplentes, en representación de cada distrito.
| Cartago   | Cartago | Cartago                          | Cartago |
| Periodo   | Partido | Alcaldía                         | Semblanza |
| --------- | ------- | -------------------------------- | --- |
| 2002-2006 | PUSC    | Carlos Humberto Góngora Fuentes  | Abogado. Fue secretario general de Correos de Costa Rica. Después de su alcaldía, trabajaría como asesor legislativo, siendo posteriormente electo como diputado de la provincia con el Movimiento Libertario (2010-2014). Tras su paso por la Asamblea Legislativa se dedicó a ejercer como juez. Fue investigado por el Tribunal de Inspección judicial por presunta intimidación a colegas suyos |
| 2006-2010 | PLN     | Rolando Alberto Rodríguez Brenes | Abogado. Se postuló para su reelección para las elecciones de 2020 pero resultó en tercer lugar, debajo de la Alianza Demócrata Cristiana y del Partido Acción Ciudadana. Una de las causas probables de su debacle electoral fueron las numerosas causas penales abiertas en su contra, entre las que se encuentran cargos de faltas al deber de probidad, acoso laboral, problemas de remuneración salarial a trabajadores municipales y violación. Intentó nuevamente ser electo en las elecciones de 2024 pero no logró el respaldo de su partido. En su gestión contó con Paulina Ramírez Portuguez como vicealcaldesa. Ella sería electa diputada para el período legislativo 2022-2026. |
| 2010-2016 | PLN     | Rolando Alberto Rodríguez Brenes | Abogado. Se postuló para su reelección para las elecciones de 2020 pero resultó en tercer lugar, debajo de la Alianza Demócrata Cristiana y del Partido Acción Ciudadana. Una de las causas probables de su debacle electoral fueron las numerosas causas penales abiertas en su contra, entre las que se encuentran cargos de faltas al deber de probidad, acoso laboral, problemas de remuneración salarial a trabajadores municipales y violación. Intentó nuevamente ser electo en las elecciones de 2024 pero no logró el respaldo de su partido. En su gestión contó con Paulina Ramírez Portuguez como vicealcaldesa. Ella sería electa diputada para el período legislativo 2022-2026. |
| 2016-2020 | PLN     | Rolando Alberto Rodríguez Brenes | Abogado. Se postuló para su reelección para las elecciones de 2020 pero resultó en tercer lugar, debajo de la Alianza Demócrata Cristiana y del Partido Acción Ciudadana. Una de las causas probables de su debacle electoral fueron las numerosas causas penales abiertas en su contra, entre las que se encuentran cargos de faltas al deber de probidad, acoso laboral, problemas de remuneración salarial a trabajadores municipales y violación. Intentó nuevamente ser electo en las elecciones de 2024 pero no logró el respaldo de su partido. En su gestión contó con Paulina Ramírez Portuguez como vicealcaldesa. Ella sería electa diputada para el período legislativo 2022-2026. |
| 2020-2024 | ADC.    | Mario Redondo Poveda             | Abogado. Diputado de la provinicia en los períodos 2002-2006 por el Partido Unidad Social Cristiana, con el que fue presidente del congreso (2003-2004) y en el período 2014-2018 por la Alianza Demócrata Cristiana, fundado por él mismo. |
| 2024-2028 | PAY     | Mario Redondo Poveda             | Abogado. Diputado de la provinicia en los períodos 2002-2006 por el Partido Unidad Social Cristiana, con el que fue presidente del congreso (2003-2004) y en el período 2014-2018 por la Alianza Demócrata Cristiana, fundado por él mismo. |